# George Matthews
George Matthews (Dominica, 23 september 1912 - 28 juni 1982) was een Amerikaanse jazz-trombonist in de swing.
Matthews' vader was gitarist. Matthews zelf studeerde eerst tuba, daarna trombone en trompet. Hij studeerde aan Martin School of Music in New York. Hij speelde bij Tiny Bradshaw (1934) en (een paar jaar) Willie Bryant (1935-1937). Hij werkte met Louis Armstrong (1937) en in het orkest van Chick Webb met zangeres Ella Fitzgerald (1938-1942). Aan het einde van de Tweede Wereldoorlog speelde hij bij Lucky Millinder. In 1946 werd hij lid van de bigband van Count Basie (1946-1950), om in het begin van de jaren vijftig te verhuizen naar de groep van Erskine Hawkins. Later werkte hij bij de bigband van Lucille Dixon en de Clark Terry's Big Band.
Matthews maakte zijn eerste opnames toen hij bij Tiny Bradshaw speelde. Hij is te horen op talloze platen, van Dizzy Gillespie, Ray Charles, Cannonball Adderley, Billie Holiday, Otis Redding, Lucky Millinder, Chu Berry en anderen.
- Bibliothèque nationale de France: cb13921538v (data)
- Gemeinsame Normdatei: 1115808958
- International Standard Name Identifier: 0000 0000 4902 7854
- Library of Congress Control Number: no2004073900
- MusicBrainz: 3c0ffb01-08c1-47b3-a1c3-35dc99502fe9
- Système universitaire de documentation: 056798202
- Virtual International Authority File: 39563767
- WorldCat: E39PBJwxJwvhjYgF6VBCtb7rbd